# بخش مرکزی شهرستان باشت
بخش مرکزی شهرستان باشت یکی از بخش‌های شهرستان باشت در استان کهگیلویه و بویراحمد ایران است.

## تقسیمات کشوری
- بخش مرکزی شهرستان باشت
  - دهستان سرآب‌نیز.
  - دهستان کوه‌مری‌خامی.

شهرها: باشت.

## جمعیت
بنابر سرشماری مرکز آمار ایران، جمعیت بخش باشت شهرستان گچساران در سال ۱۳۸۵ برابر با ۲۲۴۳۷ نفر بوده است.